# Jean Barbeau
Pour les articles homonymes, voir Barbeau.
Jean Barbeau, né le 10 février 1945 à Saint-Romuald (aujourd'hui Lévis) et mort à Montréal le 28 août 2019, est un dramaturge et scénariste québécois.

## Biographie
Après avoir suivi son cours classique au Collège de Lévis et avoir étudié à l’Université Laval, où il intègre en 1968 La Troupe les Treize, Jean Barbeau fonde en 1969, avec d’autres comédiens, Le Théâtre Quotidien de Québec qui marque le début de sa carrière professionnelle.
Un des auteurs de théâtre québécois les plus prolifiques, Jean Barbeau est connu pour son utilisation intelligente du joual, parler populaire québécois, pour rendre compte des tensions s’exprimant à travers la langue et la culture au Québec et aussi des effets psychologiques de la situation nationale. 
Après avoir écrit dans les années 1970 sur des enjeux québécois, il explore dans les années 1980 des thèmes où il critique de façon plus vaste le matérialisme nord-américain. La plupart de ses œuvres ont été jouées partout au Québec comme à l’étranger, dans leur version originale, traduites ou adaptées. Ses plus gros succès demeurent Ben-Ur, qui connaît un succès sur scène et un succès d’édition, se vendant à 30 000 exemplaires, et Les Gars, jouée à plusieurs reprises sur des scènes de théâtre d'été et en saison au Théâtre Jean-Duceppe.
Jean Barbeau a aussi écrit pour la radio. Depuis 1990, il a coscénarisé deux séries télévisées et le premier long métrage acadien indépendant, Le Secret de Jérôme, film co-écrit et réalisé par Phil Comeau en 1994, qui se mérite 15 prix dont 3 importants prix au Festival international du film francophone de Namur, en Belgique. Il est aussi l’auteur de L'Arche de Zoé, un sitcom pour Radio-Canada.
Le fonds d'archives de Jean Barbeau est conservé au centre d'archives de Montréal de Bibliothèque et Archives nationales du Québec.

## Œuvres

### Théâtre
- 1970 : 0-71, drame
- 1971 : Ben-Ur, satire
- 1971 : Le Chemin de Lacroix, drame
- 1971 : Goglu, drame
- 1972 : Manon Lastcall, comédie
- 1972 : Joualez-moi d’amour, allégorie
- 1973 : Le Chant du sink, allégorie
- 1974 : La Coupe stainless, satire
- 1974 : Solange, drame
- 1975 : Citrouille, satire
- 1975 : Une brosse, satire
  - (de) 1990 : Verfluchte Schweinerei!, traduit par Horst Wenderoth
- 1976 : Dites-le avec des fleurs, théâtre d’été
- 1979 : Une marquise de Sade et Un lézard nommé King-Kong, absurde
- 1979 : Le Théâtre de la maintenance, comédie
- 1979 : Émile et une nuit, drame
- 1979 : Le Jardin de la maison blanche, allégorie
- 1983 : Les Gars, comédie dramatique
- 1984 : La Vénus d’Émilio, théâtre d’été
- 1984 : Le Temps d’une poire, satire
- 1985 : Le Complexe d’Édith, comédie dramatique
- 1985 : Le Grand Poucet, théâtre musical
- 1986 : Cœur de papa, théâtre d’été
- 1989 : L'Abominable Homme des sables, comédie

### Scénarios

#### Cinéma
- 1994 : Le Secret de Jérôme de Phil Comeau

#### Séries télévisées
- 1988 : Les Enfants de la rue (Radio-Québec)
- 1988-1989 : Cœur de nylon
- 1994-1995 : L'Arche de Zoé, sitcom